# Nová Ves u Chotěboře
Nová Ves u Chotěboře – wieś i gmina w Czechach, w powiecie Havlíčkův Brod, w kraju Wysoczyna. 1 stycznia 2014 liczyła 574 mieszkańców.